# Matador Records
Matador Records ist ein US-amerikanisches Musiklabel. Es ist auf Independent-Musik spezialisiert.

## Geschichte
Matador wurde 1989 von Chris Lombardi in seiner Wohnung in New York City gegründet. Ein Jahr später kam Gerald Cosloy, der ehemalige Betreiber von Homestead Records als weiterer Labelbetreiber dazu. Beide leiten seitdem das Label gemeinsam. 1994 ging das Independent-Label für ein paar Jahre eine Geschäftspartnerschaft mit dem zur Major-Gruppe Warner Music gehörigen Label Atlantic Records ein. 1996 kaufte das Major Capitol Records einen 49-Prozent-Anteil von Matador, den Lombardi und Cosloy 1999 zurückkauften. Seit 2002 gehört Matador zur Beggars Group und hat neben dem Sitz in New York auch eine Dependance in London. Im September 2008 wurde bekannt, dass Sonic Youth ihr 16. Studioalbum auf Matador veröffentlichen werden.

## Bands

### Aktuelle Bands
- Algiers
- Belle and Sebastian
- Car Seat Headrest
- Circuit des Yeux
- Darkside
- Desert Sessions
- Gang of Four
- The Goon Sax
- Horsegirl
- Interpol
- Julien Baker
- Kim Gordon
- King Krule
- Lucy Dacus
- Mdou Moctar
- Muzz
- Pavement
- Perfume Genius
- Queens of the Stone Age
- Snail Mail
- Spoon
- Stephen Malkmus
- Steve Gunn
- Yo La Tengo

### Ehemalige Bands
- 18th Dye
- 2 Foot Flame
- AC Newman
- Aereogramme
- Antonia Sellbach
- Arab Strap
- Arsonists
- Babylon Dance Band
- Bailter Space
- Barbara Manning
- Bardo Pond
- Bassholes
- Bettie Serveert
- The Bionaut
- Bits Of Shit
- Blair Kelly
- Boards of Canada
- Body/Head
- Brightblack Morning Light
- Bullet LaVolta
- Bunnybrains
- burger/ink
- Cat Power
- The Cave Singers
- Ceremony
- Chain Gang
- Chavez
- Chelsea Light Moving
- Chris Knox
- Christmas
- Cian Nugent
- Circle X
- The Clean
- Coho Lips
- Cold Cave
- Come
- Condo Fucks
- Console
- Cornelius
- Couch
- D-Stroy
- David Kilgour
- Dead Meadow
- Demolition Doll Rods
- Dizzee Rascal
- The Double
- Dustdevils
- dälek
- Earles and Jensen Present
- Early Man
- EMA
- Esben and the Witch
- The Fall
- Fire in the Kitchen
- Flipper
- Flying Nuns
- The For Carnation
- Frank Longo
- The Frogs
- Fuck
- Fucked Up
- The Fucking Champs
- God Help The Girl
- Graeme Downes
- Guided by Voices
- Guitar Wolf
- H.P. Zinker
- Harlem
- Helium
- HÆLOS
- Jad Fair & Yo La Tengo
- Jaguar Love
- James McNew
- Jay Reatard
- Jeffrey Novak
- Jega
- Jennifer O’Connor
- Jesu
- Jimi Tenor
- The Jon Spencer Blues Explosion
- JPS Experience
- Julian Plenti
- Justine Kurland
- Khan
- Kurt Vile
- Kustomized
- La Peste
- Large Professor
- Laura Cantrell
- Lavender Diamond
- Lee Ranaldo
- Lesser
- Lindsay Shutt
- Liquor Giants
- Lisa Suckdog
- Live Human
- Liz Phair
- Long Hind Legs
- Lou Reed
- Love Of Diagrams
- Lower
- Lynnfield Pioneers
- The Lyres
- M. Ward
- Majical Cloudz
- Marcellus Hall
- Mark Eitzel
- Mary Timony
- Matador Merch
- Matmos
- MC Paul Barman
- Mecca Normal
- The Men
- Mission Of Burma
- The Modernist
- Modest Mouse
- Mogollon
- Mogwai
- Moonshake
- Mount Florida
- Mr. Len
- Neko Case
- The New Pornographers
- Nightmares on Wax
- Non Phixion
- OBN IIIs
- Outer Spaces
- Pastels
- Paul Banks
- Pell Mell
- Peter Hamlin
- Pitchblende
- Pizzicato Five
- Plone
- Pole
- The Ponys
- Portastatic
- Preston School of Industry
- Pretty Girls Make Graves
- Primitive Romance
- Prisonshake
- Prosaics
- Pussy Galore
- Quickspace
- R.L. Burnside
- Railroad Jerk
- Rasco/Encore
- Red Snapper
- Richard Hell
- Robert Pollard
- Royal Headache
- Royal Trux
- Run On
- Sad Rockets
- Savages
- The Schramms
- Seachange
- Sensational
- SF Seals
- Shams
- Shearwater
- Silkworm
- Sleaford Mods
- Sleater-Kinney
- Smartboys
- Smog
- The Soft Boys
- Solex (alias Elisabeth Esselink)
- Sonic Youth
- Soundtrack
- Spiral Stairs
- Sportsguitar
- Steve Kille
- Superchunk
- Susanna Vapnek
- Techno Animal
- Ted Leo and the Pharmacists
- Teenage Fanclub
- Thalia Zedek
- Thinking Fellers Union Local 282
- Thurston Moore
- Times New Viking
- Tobin Sprout
- Toiling Midgets
- Tommy Keene
- Tony Molina
- Toys Went Berserk
- TV Casualty
- Two Lone Swordsmen
- Tyvek
- Unrest
- Unsane
- Unwound
- Uzi
- Various Artists
- Void
- White Hassle
- The Wisdom of Harry
- Wounded Lion